# Javier Navarrete
Javier Navarrete (Teruel, 9 maggio 1956) è un compositore spagnolo di colonne sonore cinematografiche.

## Biografia
Ha ricevuto la nomination all'Oscar alla migliore colonna sonora nel 2007 per il film di Guillermo del Toro Il labirinto del fauno (El laberinto del fauno).

## Filmografia parziale
- La spina del diavolo (El espinazo del diablo), regia di Guillermo del Toro (2001)
- Yo Puta, regia di María Lidón (2004)
- Il labirinto del fauno (El laberinto del fauno), regia di Guillermo del Toro (2006)
- Sa Majesté Minor, regia di Jean-Jacques Annaud (2007)
- La zona, regia di Rodrigo Plà (2007)
- Un segreto tra di noi (Fireflies in the Garden), regia di Dennis Lee (2008)
- Riflessi di paura (Mirrors), regia di Alexandre Aja (2008)
- Inkheart - La leggenda di cuore d'inchiostro (Inkheart), regia di Iain Softley (2008)
- The Hole in 3D (The Hole), regia di Joe Dante (2009)
- Cracks, regia di Jordan Scott (2009)
- The Warrior's Way, regia di Sngmoo Lee (2010)
- La furia dei titani, regia di Jonathan Liebesman (2012)
- Byzantium, regia di Neil Jordan (2012)
- Greta, regia di Neil Jordan (2018)
- Antlers, regia di Scott Cooper (2021)
- Mr. Harrigan's Phone, regia di John Lee Hancock (2022)
- Sound of Freedom - Il canto della libertà (Sound of Freedom), regia di Alejandro Monteverde (2023)

## Riconoscimenti
- 2007 - Premio Oscar
  - nomination per la migliore colonna sonora per Il labirinto del fauno